# والتر إل. ويفر
والتر إل. ويفر هو قاضي ومحامي وسياسي أمريكي، ولد في 1 أبريل 1851 في مقاطعة منتغامري في الولايات المتحدة، وتوفي في 26 مايو 1909 في سبرينغفيلد في الولايات المتحدة. نشط حزبياً في الحزب الجمهوري. وقد انتخب عضو مجلس النواب الأمريكي ‏.